# رشد باکتریایی

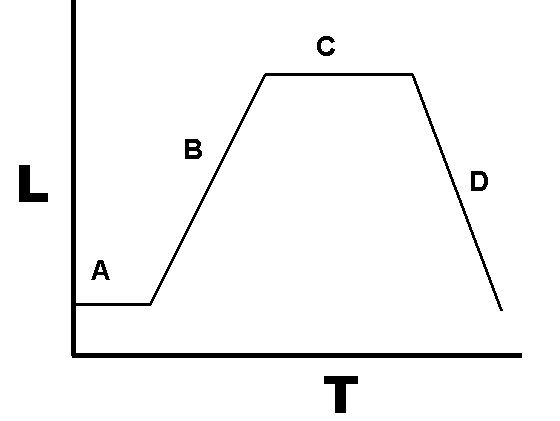
رشد با لگاریتم عددی نشان داده می‌شود. اعداد نشانگر کلونی‌های تشکیل شده در واحد میلی‌لیتر در برابر زمان هستند.

رشد باکتریایی (انگلیسی: Bacterial growth) رشد یک باکتری و تولید دو سلول باکتریایی دختری در فرایندی است که شکافت دوتایی نامیده می‌شود و اگر اتفاقی نیوفتد سلولهای حاصل دختری از لحاظ ژنتیکی مشابه سلول اصلی خواهند بود. هر دو سلول دختری حاصل از تقسیم لزوماً زنده نخواهند ماند اگرچه اگر تعداد سلولها از حد معمول بیشتر شود، جمعیت باکتریایی وارد حالت رشد نمایی خواهد شد. اندازه‌گیری نمودار رشد نمایی در محیط کشت بخشی از آموزشهای اولیهٔ هر میکروب‌شناس بود. روشهای ابتدایی شامل شمارش سلولها به‌صورت مستقیم و تکی (با میکروسکوپ یا روش فلوسایتومتری)، مستقیم و کلی (چگالی زیستی)، غیرمستقیم و تکی (شمارش کلنی) و غیر مستقیم و کلی (تخمین حدود اعداد یا بررسی رشد سلولها با توجه به رنگ محیط کشت و مواد غذایی مصرف شده توسط سلولها) می‌شد.
در مطالعات اکولوژی، رشد باکتری (یا هر میکروارگانیسمی مثل پروتوزواهٔ ریز جلبک یا مخمر) در محیط کشت توسط مدلی شامل ۴ مرحله توضیح داده می‌شود: مرحلهٔ تأخیر، مرحلهٔ رشد نمایی، مرحلهٔ ایستا و مرحلهٔ مرگ.

## فازها
1. مرحلهٔ تأخیر: در این مرحله باکتری خودش را با شرایط رشد تطبیق می‌دهد. در این زمان که باکتری در حال بالغ‌شدن است و هنوز قادر به تقسیم شدن نیست. طی مرحلهٔ تأخیر در چرخهٔ رشد باکتری، تولید RNA، آنزیم‌ها و سایر مولکولها رخ می‌دهند. در این مرحله سلولهای به میزان کمی تغییر می‌کنند چون سلولها هنوز آمادگی تولیدمثل در محیط جدید را ندارند. این مرحلهٔ بدون تقسیم یا تقسیم سلولی کم، مرحلهٔ تأخیر نامیده می‌شود و می‌تواند بین ۱ ساعت تا چندین روز طول بکشد و به نوعی می‌توان گفت سلولها در این مرحله غیرفعال هستند.
2. مرحلهٔ رشد نمایی: این مرحله که گاهی مرحلهٔ لگاریتمی (log) نیز نامیده می‌شود دوره‌ای است که با دو برابر شدن سلولی همراه است. تعداد یک باکتری جدید در واحد زمان رابطهٔ مستقیم با تعداد باکتریهای حاضر دارد. اگر رشد محدود توسط عاملی محدود نشود، دو برابر شدن در سرعت ثابتی رشد می‌کند بنابراین تعداد سلولها و سرعت افزایش جمعیت طی زمانهای متوالی دو برابر می‌شود. شیب این خط رشد اصلی این موجود خواهد بود. نرخ اصلی رشد (شیب خط در عکس) بسته به شرایط رشد دارد که تناوب تقسیم سلولی و امکان زنده مانده هر دو سلول دختری را شامل می‌شود. در شرایط کنترل شده ساینوباکتریها می‌توانند ۴ بار در یک روز دو برابر شده و جمعیت خود را به سه برابر برسانند. رشد نمایی تا جایی ادامه پیدا می‌کند که محیط کشت عاری از مواد مغذی و پر از مواد دفعی سلولها شود.
3. مرحلهٔ ایستا: معمولاً به دلیل وجود عامل محدود کنندهٔ رشد مثل نبود مواد مغذی ضروری یا تشکیل محصول مهاری مثل اسیدهای آلی اتفاق می‌افتد. مرحلهٔ ایستا منتج از حالتی است که سرعت رشد و مرگ سلولها برابر است و تعداد سلولهای تولید شده توسط فاکتور رشد محدود بوده و در نتیجه سرعت تولید سلولها در برابر سرعت مرگ آنها قرار می‌گیرد. نتیجهٔ این حالت خط افقی و صاف نمودار طی مرحلهٔ ایستا خواهد بود. جهش‌ها می‌توانند طی این مرحله اتفاق بیافتند. بریج و همکاران در سال ۲۰۰۱ نشان دادند که آسیب DNA مسول جهش‌هایی است که در ژنوم باکتری در فاز ایستا و فقر غذایی اتفاق می‌افتد. استرسهای اکسید کنندهٔ القا شده سبب چنین آسیبهایی خواهد شد.
4. مرحلهٔ مرگ: مرحلهٔ کاهشی است که طی آن باکتری می‌میرد. این اتفاق می‌تواند به دلیل فقدان مواد غذایی، دمای محیط بالاتر یا پایینتر از میزان تحمل گونه یا شرایط آسیب‌رسان باشد.